# Сант'Анђело (Кјети)
Сант'Анђело (итал. Sant'Angelo) је насеље у Италији у округу Кјети, региону Абруцо.
Према процени из 2011. у насељу је живело 499 становника. Насеље се налази на надморској висини од 238 м.